# Formel-E-Rennstrecke New York City
Die Formel-E-Rennstrecke New York City, auch als Brooklyn Street Circuit tituliert, ist ein temporärer Stadtkurs für Rennen der FIA-Formel-E-Meisterschaft in New York City. Er war von 2017 bis 2022 Austragungsort von 5 Runden der FIA-Formel-E-Meisterschaft bzw. der ABB FIA-Formel-E-Weltmeisterschaft.

## Streckenbeschreibung

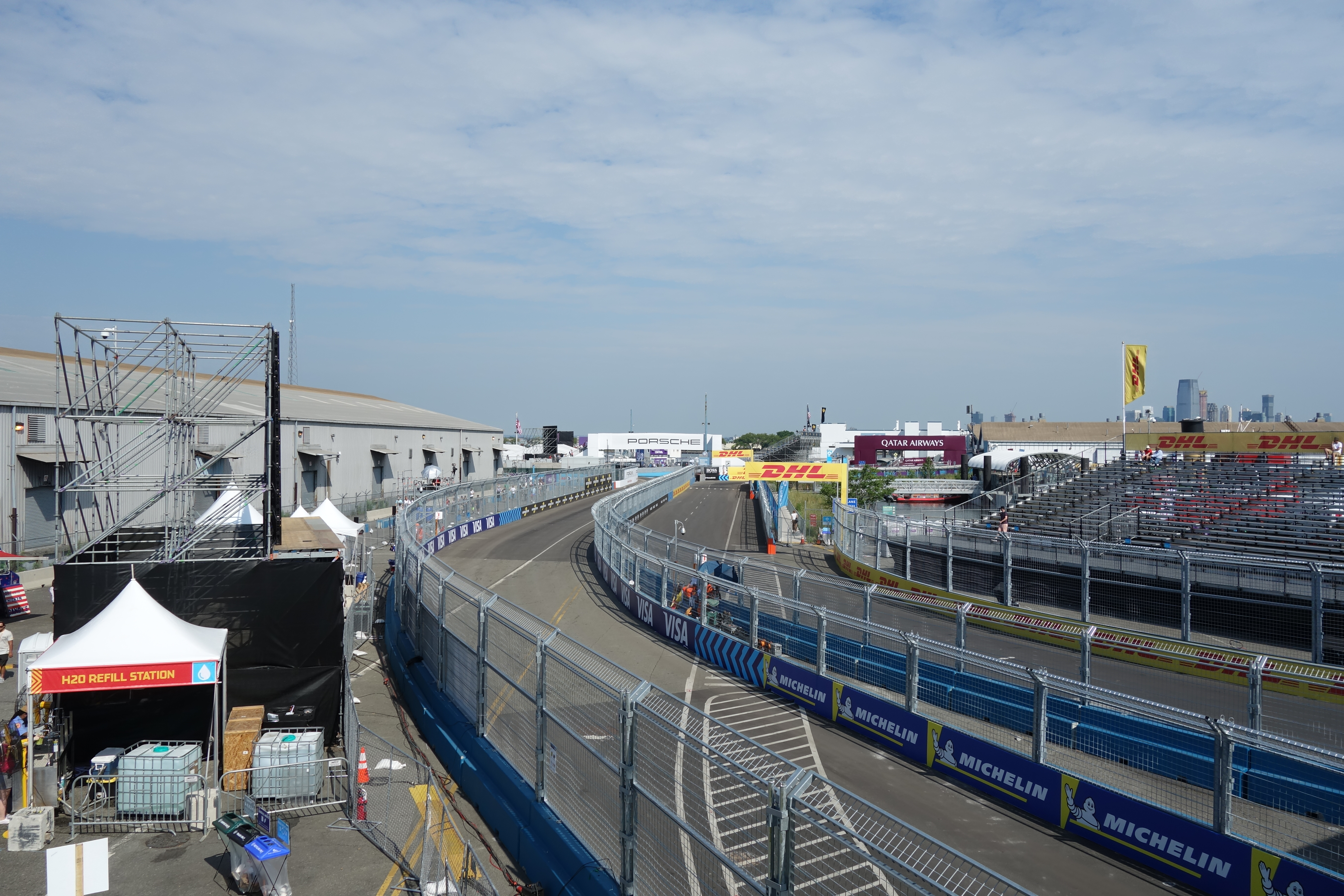
Blick über die Strecke (2018)

Der Kurs führt über öffentliche Straßen im Viertel Red Hook im Stadtteil Brooklyn, im Bereich der Hafenanlagen des Brooklyn Cruise Terminal. Er verläuft im Uhrzeigersinn und bestand bei der ersten Durchführung 2017 aus zehn Kurven.

## Geschichte
Am 15. Juli 2017 fand im Rahmen der Saison 2016/17 erstmals ein Rennen auf dieser Strecke statt.
Im Jahr 2018 wurde die Strecke verändert: Anstelle einer 180-Grad-Rechtskurve am Ende der Gegengeraden bog die Strecke nun nach links ab, es folgen drei Rechtskurven mit unterschiedlichen Radien. Die Streckenlänge erhöhte sich im Zuge dieser Änderungen von 1,947 km auf 2,373 km.
2019 wurde die Strecke abermals verändert: Die Boxengasse und die Ziellinie wurden an die Gegengerade verlegt, die somit zur Start-Ziel-Gerade wurde. Die Gerade, auf der sich die Ziellinie zuvor befand, wurde verkürzt, um Platz für das Fahrerlager der erstmals dort durchgeführten Jaguar I-Pace eTrophy zu schaffen. Die neue Streckenlänge betrug 2,320 km. Der Lauf markierte das Saisonfinale der Formel E, in dessen Rahmen die Meisterschaftsentscheidungen fielen.

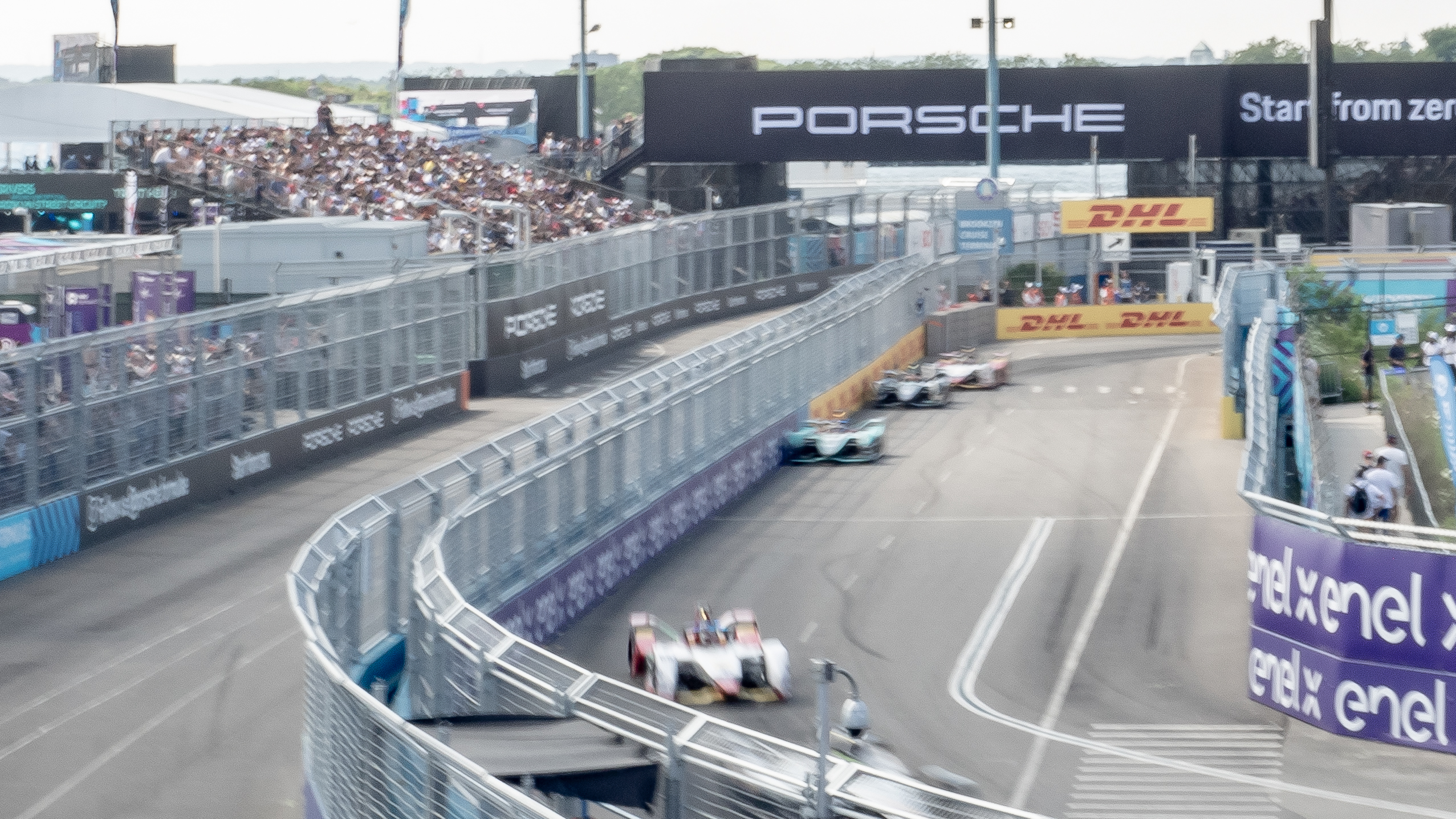
Rennszene beim Rennen 2019

In der Saison 2019/20 fiel die ursprünglich geplante 4. Austragung des Rennens in New York der weltweiten COVID-19 Pandemie zum Opfer.
Im Rahmen der FIA-Formel-E-Weltmeisterschaft 2020/21 wurde die Strecke wieder berücksichtigt. Die Läufe fanden am 10. und 11. Juli als drittletzte saisonrunde statt, wobei BMW-Andretti-Pilot Maximilian Günther und Jaguar Racing Pilot Sam Bird die Siege erringen konnten.
In der Folgesaison behielt die Strecken diesen Meisterschaftsslot. Nick Cassidy und António Félix da Costa holten sich die Siege beim bis dato letzten Antreten der Serie auf dem Stadtkurs.
2023 wechselte die nordamerikanische Runde der Formel E auf Portland International Raceway. Der Grund dafür war das durch den Ausbau eines im Hafen gelegenen Kreuzfahrtschiff-Terminals der VIP-Bereich nicht mehr zur Verfügung stand.